# Florencio Roselló
Florencio Roselló Avellanas (Alcorisa, 10 de enero de 1962) es un eclesiástico católico mercedario español, arzobispo de Pamplona y Tudela.

## Biografía
Nació el 10 de enero de 1962, en el municipio turolense de Alcorisa. Hijo de Florencio Roselló y Miguela Avellanas, es el segundo de tres hermanos.
En septiembre de 1973, a la edad de once años, ingresó al Seminario Menor de los Mercedarios, en Reus (Tarragona). Tras completar los estudios de BUP, ingresó en el noviciado de la orden. En 1980, se trasladó a la comunidad de Molins de Rey (Barcelona), donde cursó COU.
En 1981 se trasladó al Monasterio de Santa María del Puig (Valencia), donde inició los estudios eclesiásticos en la Facultad de Teología «San Vicente Ferrer», realizando los cuatro primeros cursos. Concluyó el último en la Facultad de Teología de Cataluña (Barcelona), donde obtuvo la licenciatura en Estudios Eclesiásticos. Compaginó dichos estudios con los de solfeo y piano.
En 1986, realizó el primer curso de Trabajo Social en la Escuela Universitaria de Trabajo Social en Valencia.

### Vida religiosa
El 10 de agosto de 1979, tomó el hábito mercedario en el Monasterio de Nuestra Señora del Olivar. Realizó su primera profesión de votos religiosos el 15 de agosto de 1980.
Realizó la profesión solemne el 7 de diciembre de 1985, en el Seminario Menor de los Mercedarios, en Reus. Su ordenación sacerdotal fue el 24 de agosto de 1986, en su localidad natal.
Comenzó su actividad pastoral en la comunidad del Hogar Mercedario de Barcelona (1985-1986), donde entró en contacto con presos que estaban de permiso, o disfrutaban de libertad condicional. Posteriormente pasó por las comunidades mercedarias de: Valencia (1986-1987); Castellón (1987-1994); Elche (Alicante, 1994-2003); y finalmnete en la Curia Provincial en Barcelona (2003-2015). Desde 2015 regresó a Castellón, donde residió hasta su nombramiento arzobispal.
Entre sus encargos pastorales, ha sido: vicario de la parroquia Nuestra Señora de El Puig de Valencia (1986-1987); capellán del Centro Penitenciario de Castellón (1987-1994); capellán del Centro Penitenciario de Fontcalent (Alicante) (1994-2003); coordinador de la Pastoral Penitenciaria en la Comunidad Valenciana (1993-2003); delegado diocesano de Pastoral Penitenciaria en la diócesis de Orihuela-Alicante (1994-2003) y miembro del consejo presbiteral (1997-2001); miembro del Consejo Diocesano de Pastoral en la diócesis de Segorbe-Castellón (2015-2019); y coordinador del ll y III Máster en Pastoral Penitenciaria (2019-20 y 2020-21).
También ha sido: director del departamento de Pastoral Penitenciaria de la Conferencia Episcopal Española (2015); superior de la comunidad mercedaria de Castellón; capellán de la prisión de Castellón; y vicepresidente de CONFER diocesana (2021).
Respecto al Gobierno dentro de la Orden Mercedaria, Roselló ha sido: superior de la comunidad mercedaria de Elche (Alicante, 1997-2003); consejero provincial de Pastoral en el Gobierno Provincial y responsable de Pastoral (2000-2003); y finalmente, superior provincial de la Merced de Aragón (2003-2015).

## Episcopado
El 9 de noviembre de 2023 fue nombrado arzobispo de Pamplona y obispo de Tudela por el papa Francisco. Recibió la ordenación episcopal el 27 de enero de 2024, en la catedral de Pamplona, a manos del cardenal Juan José Omella. Tomó posesión canónica el mismo día de su ordenación. Al día siguiente, presidió una eucaristía en la catedral de Tudela.
El 29 de junio, en una ceremonia en la Basílica de San Pedro, recibió el palio arzobispal de manos del papa Francisco. El 6 de octubre siguiente, en una ceremonia en la catedral de Pamplona, recibió la imposición del palio arzobispal de manos del arzobispo Bernardito Auza.
En la Conferencia Episcopal Española es, desde marzo de 2024, miembro de la Comisión Episcopal de Pastoral social y Promoción humana y responsable del Departamento para la Pastoral Penitenciaria de la Subcomisión Episcopal para la Acción Caritativa y Social.

## Condecoraciones
El 24 de septiembre de 2024 recibió la Medalla al Mérito Social Penitenciario.